# Per un pugno di canzoni
Per un pugno di canzoni è un film del 1966 diretto da José Luis Merino. Distribuito anche con il titolo alternativo di Europa canta, si tratta di una pellicola di genere musicarello e presenta musiche di vari cantanti e gruppi, fra cui The Honeybeats.

## Trama
Little Europe, una cittadina dell'ovest americano, viene scelta come sede di un festival musicale europeo da trasmettere in televisione a livello internazionale. L'elezione dei giudici mette a rischio la pace del paese perché si risveglieranno gli antagonismi sopiti dei discendenti italiani, spagnoli, francesi e tedeschi.